# Ramsla
Ramsla är en ortsteil i staden Am Ettersberg i Landkreis Weimarer Land i förbundslandet Thüringen i Tyskland. Ramsla var en kommun fram till den 1 januari 2019 när den uppgick i Am Ettersberg. Kommunen Ramsla hade 304 invånare 2018.